# 피그미 해마
피그미 해마(Hippocampus bargibant)는 Bargibant's seahorse 또는 Pygmy seahorse로도 알려져 있으며, 인도-태평양 중부 지역에서 발견되는 실고기과의 해마이다.
피그미 해마는 2센티미터(0.79인치) 미만의 작은 크기로, 부채꼴 산호에서만 독점적으로 살아간다. 회색 몸통에 빨간색의 작은 돌기를 가지고 있는 것과 노란색 몸통에 주황색의 작은 돌기를 가지고 있는 것의 두 가지 색상 종류가 있다. 이러한 다양한 색상이 특정 숙주(host)인 고르고니안(산호)와 연결되어 있는지 여부는 알려져 있지 않다.

## 설명
피그미 해마는 고르고니안 산호 사이에서 잘 위장되어있어 발견하기가 매우 어렵다. 이 위장은 효과적이어서 숙주(host)인 고르고니안이 실험실에서 조사되기 전까지 피그미해마는 실제로 발견되지 않았다. 1969년 뉴칼레도니아의 과학자인 Georeges Bargibant는 누메아 박물관을 위해 Muricella gorgonians의 표본을 수집하고 있었는데 그의 해부 테이블에 있는 표본 중 하나에서 우연히 한 쌍의 작은 해마를 발견했다. 다음 해에 이 해마는 Whitley에 의해 "Bargibant's pygmy seahorse."로 공식적으로 명명되었다. 이 해마의 몸은 고르고니안 줄기의 색상 및 모양과 일치하며, 몸을 덮고 있는 큰 구근 모양의 돌기는 숙주(host) 종인 고르고니안 산호의 폴립의 색상 및 모양과 일치한다. Hippocampus whitei와 같은 일부 다른 해마 종에는 주변 환경에 따라 색상을 변경할 수 있는 능력이 있지만 피그미해마가 숙주(host)를 변경하면 색상을 변경할 수 있는지 여부는 알려지지 않았다. 피그미해마의 특징으로는 다육질의 머리와 몸통, 매우 짧은 주둥이, 산호를 잡기 쉬운 긴 꼬리가 있다. 또한 피그미해마는 세계에서 가장 작은 해마 종 중 하나이며 일반적으로 크기가 2센티미터(0.79인치) 미만이다.

## 분포
피그미해마는 일본 남부와 인도네시아에서 호주 북부와 뉴칼레도니아에 이르는 해안 지역의 10-40미터(33-131 ft) 깊이에서 발견된다. 특히 뇌산호(gorgonian coral) 종류에 붙어 살아가는 경우가 많다.

## 생식
성체는 일반적으로 한 쌍 또는 한 쌍의 무리로 발견되고 하나의 고르고니안에 최대 28마리의 피그미해마가 기록됐다. 또한 이들은 일부일처제 일 수 있다. 다른 해마와 마찬가지로 수컷이 새끼를 품는다. 번식은 일 년 내내 발생하며, 암컷은 수컷의 몸통 부분의 알 주머니에 알을 낳는다. 알들은 수컷에 의해 수정되고 평균 2주의 임신 기간을 거쳐 태어날 때까지 배양 된다. 수중에서 목격된 한 출산에서 한 수컷이 34마리의 살아있는 새끼를 낳았다. 어린 개체나 치어는 성체의 미니어처처럼 보이고 태어날 때부터 독립적이며 부모의 보살핌을 받지 않는다. 또한 치어는 어둡다는 특징을 가지고 있다.

## 보존
피그미해마의 총 수, 개체군 동향, 분포 또는 주요 위협에 대해서는 알려진 바가 거의 없다. 따라서 국제자연보전연맹(International Union for Conservation of Nature's Red List) 에서 데이터 부족으로 분류되었다. 피그미해마의 국제 무역은 기록되지 않았지만 이 종의 특이하고 매력적인 색깔 때문에 아쿠아리움 무역을 위해 수집 되었을 가능성이 있다. 그러나 국립 수족관의 숙련된 연구원들의 관리 아래에서도 모든 피그미해마와 고르고니안은 죽어버렸다.

모든 해마 (Hippocampus spp.)는 2004년 5월부터 발효되어 국제 무역을 제한하고 규제하는 멸종 위기에 처한 야생 동식물 종의 국제 거래에 관한 협약 (CITES) 부록 II에 등재되어 있다. 호주의 피그미해마 개체군은 호주 야생 동물 보호법(Australian Wildlife Protection Act)에 따라 나열되어 있어서 현재 수출 허가가 필요하다. 단, 승인된 관리 계획이나 사육된 동물에 대해서는 수출 허가가 허용된다. 이러한 제한된 데이터만 사용할 수 있으므로 상태를 적절하게 평가하고 그에 따라 보존 조치를 구현하기 전에 생물학, 생태학, 서식지, 풍요 및 분포에 대한 추가 연구가 시급히 필요하다. 그러나 피그미해마의 현저히 효과적인 위장은 그러한 조사를 어렵게 만들고 있다.

## 위장술
피그미 해마는 자신이 서식하는 산호나 해면의 색상과 거의 일치하도록 피부의 색을 조절할 수 있다. 이 과정은 주변 환경의 색감을 감지하고, 체내 색소 세포를 통해 미세하게 색을 변화시키는 방식으로 이루어진다.
피그미 해마의 위장술은 단순히 색만 맞추는 것이 아니라, 질감도 모방할 수 있다. 해마의 몸 표면은 산호나 해면의 미세한 구조와 유사한 텍스처를 지니도록 진화하였기 때문에 이를 통해 빛의 반사나 그림자 형성도 유사하게 나타나, 육안으로 구분하기 어렵게 된다. 피그미 해마의 작은 몸체와 독특한 외형은 위장술의 큰 장점으로 나타난다.
피그미 해마는 전반적으로 크기가 작아, 서식지인 산호의 복잡한 미세구조 사이에 자연스럽게 녹아든다. 몸의 곡선, 꼬리의 감기는 모양 등이 산호의 가지나 잎 모양과 비슷해 보이도록 진화하여 주변 구조물과 일체감을 형성한다. 특히 피그미 해마 중 일부는 호스트 산호의 특정 부분이 있는 곳에 체형이 맞춰져 있어, 거의 산호 자체처럼 보이기도 한다.
또 피그미 해마는 일반적으로 매우 느리고 최소한의 움직임만을 보인다. 이는 움직임에 의한 잔물결이나 그림자 변화가 거의 없다는 것을 뜻하며, 해마가 서식하는 산호나 환경 사이의 경계가 거의 없어진다는 것을 의미한다. 이들은 산호의 가지 사이, 혹은 해면의 주름진 표면 등에 몸을 고정하며 자신의 체색과 형태에 가장 적합한 서식지를 선택한다. 피그미 해마의 이러한 행동 전략은 위장 능력을 더욱 강화시켜 주며 포식자와 먹이 모두에게서 자신을 숨기기 위한 효과적인 방법이라고 할 수 있다.

## 먹이와 섭취방법
피그미 해마의 짧은 입 구조와 소형 체구는 오직 미세한 먹이만 섭취할 수 있도록 제한되어 있어 주로 미세 플랑크톤, 즉 코페포다(copepoda)와 같은 작은 갑각류, 그리고 다양한 미세 해양 무척추동물의 유생들을 먹이로 삼는다.
피그미 해마가 먹이를 섭취하는 방법 또한 특이하다. 피그미 해마는 먹이를 포획하기 위해 흡입식 섭취 메커니즘을 사용한다. 이 과정은 입을 열어 구강 공간을 순간적으로 확장시킴으로써 주변의 물과 먹이를 한꺼번에 끌어들이는 방식이다. 또 이들의 짧고 관 모양의 주둥이는 먹이를 잡기 위해 고속으로 형성되는 음압 차에 최적화되어 있기 때문에 주둥이의 빠른 개방과 닫힘이 먹이가 반응하기 전에 대부분의 먹이를 흡입할 수 있도록 도와준다.

## 포식자
피그미 해마는 그들의 뛰어난 위장술 덕분에 포식자로부터 상대적으로 보호 받는 경우가 많지만, 여러 환경적 조건과 특정 포식자들의 사냥 전략에 의해 위협을 받기도 한다. 우선 산호초나 암초 주변에서는 일부 시각적으로 예리한 포식어류(예: 작은 스콜피온피쉬, 관통어류 등)가 피그미 해마를 먹이로 삼을 수 있다. 이러한 어류들은 움직임이나 색상 대비 등의 미세한 단서를 이용해 위장된 해마를 찾아낸다. 일부 어류는 자신도 환경에 잘 녹아들어 은밀하게 접근한 후, 갑작스럽게 공격하는 방식을 사용하기도 한다. 이 경우 피그미 해마의 작은 체구와 제한된 반응 속도는 불리하게 작용할 수 있다. 문어나 오징어와 같이 주변 환경에 숨어들어 먹잇감을 잡는 연체동물 역시 피그미 해마를 공격할 가능성이 있다. 특히 이들은 빠른 팔 움직임과 유연한 몸을 이용해 해마를 감싸 포획할 수 있다. 일부 경우, 대형 갑각류나 다른 해양 무척추동물이 기회주의적으로 피그미 해마를 먹이로 인식하기도 하며 해마의 미세한 움직임이나 위장이 완벽하지 않은 순간을 노려 공격할 수도 있다.